# ドニャーナ国立公園
ドニャーナ国立公園は、スペインのアンダルシア州にある国立公園。ウエルバ県とセビリア県にまたがっている。ヨーロッパでも最大級の自然保護区である。ユネスコの世界遺産に登録されているほか、生物圏保護区、ラムサール条約登録地にもなっている。
この国立公園は、毎年50万羽以上の渡り鳥や水鳥たちが越冬地に選ぶ楽園であるだけでなく、多くの動植物にとっても良好な避難所となっている（後述#生態系参照）。スペイン南部のアンダルシア地方のカディス湾沿岸に位置し、大西洋に注ぐグアダルキビール川右岸に広がっている。

## 歴史
伝説によれば紀元前、この地域にはタルテッソス王国があったとされ、また、2009年より行われた調査によって伝説の都市アトランティスがこの地の湿地帯の下に眠っている、といった発表もあったが、物的証拠としての最古の遺跡はいくつかのローマ遺跡が現存しているのみである。この一帯にある湿地は2000年ほど前はローマ人の手紙でも言及されている湖であったが、その後堆積物により現在のような姿に変化した。
この地域は15世紀から当時の貴族の狩猟場として保護されていた。16世紀にメディナ＝シドニア公だったアロンソ・ペレス・デ・グスマンが、その妻アナのための宮殿をこの辺りに建てたことから、ドーニャ・アナ、すなわちドニャーナという地名となった。以降、18世紀までは狩猟場としてのみの存在であったが、18世紀以降はさらに伐採、牧畜にも利用されるようになり、19世紀からは科学者や博物学者が鳥類の卵や剥製を目当てに訪れるようになった。このように中世においては貴族による保護のおかげで結果的に自然は維持されてきたともいえる

。また、湿地やその近くはマラリアなどの発生が危惧された結果、人が寄り付かなかったとも言われている。
1963年、開発や観光による希少生物への影響が懸念されていた

この地域で、スペイン政府とWWFが協力して約7000ヘクタールの土地を取得し、ドニャーナ生物保護区を設置した。ドニャーナ国立公園となったのは1969年であった。その後1978年、2004年に区域の拡大が行われている。世界自然遺産に登録されたのは1994年であった（後述#世界遺産も参照）。
1998年4月近隣にある鉱山のダムから有害廃棄物が大量に排出されるという事故があり、生態系への影響が懸念される事態となった。実際の影響としては魚類だけでも30トン相当が犠牲になったとされる

。除去作業は同年11月末までにほぼ完了したものの、一部の酸性水が本公園の地下水に浸透した可能性と、それによる動植物への影響も指摘されており

、2011年現在でも懸念材料となっている。なお、この事故が発生する可能性は1995年ごろから認識されていたという指摘もあるが（会社側は認識してなかったことを主張、またダム建設業者の強度計算ミスもあった）、事故の後処理については「即時の操業停止」およびスペイン政府と協力しての「除去作業」と、類似した事故への対応の模範と評価もされている。また、公園外ではあるが製油所の拡張計画とこれによるタンカー増にともなう偶発的な事故の懸念

や石油パイプライン建設の計画もあり、これも注視されている。

## 特色
1969年に創設されたこの国立公園は、50720ヘクタールの面積を持ち、さらに周辺部には1989年に自然公園も設定されており、その面積は約54000ヘクタールである。毎年30-40万人以上が訪れる。オオフラミンゴ、チチュウカイカメレオン、アカシカなどにめぐり合うことも珍しくない。
ドニャーナ国立公園は、全地球的に絶滅が危惧されているネコ科の動物であるスペインオオヤマネコにとっても最後の隠れ家となっている。

### 地形
自然環境は実に多彩で、公園の面積の半分を占める湿地帯、固定砂丘や移動砂丘もあり、河口付近の海岸線、雑木林、そしてラグーンとが、それぞれ対照的な景観を形成している。
ヨーロッパ最大の湿地は季節ごとの気象条件によって水位が変化し、景観もまた変化する。夏には干上がり、秋から冬にかけては雨や近隣の小川の水位上昇にともなってラグーンになり、春にはキンポウゲ科の花が咲く。移動砂丘（ドゥナス・モビレス）というものはヨーロッパでは珍しく、また当公園の移動砂丘はヨーロッパでは最大級とも言われ

、1年で6メートルほども移動するという

。
コスタ・デ・ラ・ルスと呼ばれている河口付近の海岸線は、海水浴客にも人気の海岸であり

、アンダルシアではよく見られる白い壁の建物と砂浜、ブドウ畑なども見られ、春には祭りも行われる

。

### 生態系

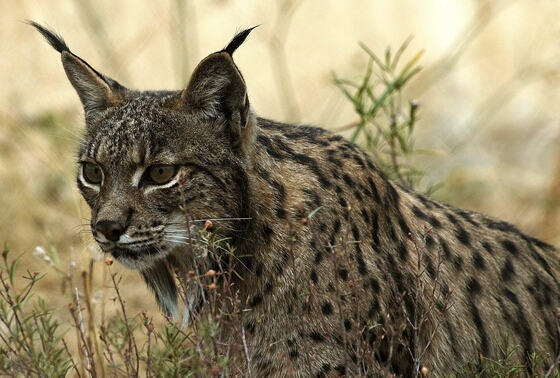
スペインオオヤマネコ

先述のように多彩な自然環境があり、多様な動植物が生息している。
900種類以上の植物、両生類11種、淡水魚約20種、爬虫類約20種、哺乳類37種、そして鳥類370種などが生息を確認されている。また、伝統的な生活も一部公認されているため、炭焼き、養蜂などに従事する人間も生活している。
以下に動植物の例を挙げる。
- スペインオオヤマネコ
  - エサとなるウサギの減少などにより絶滅危惧種に[27]。
  - この地域に200匹生息している[31]。
- イベリアカタシロワシ
  - コルクガシの木にサギなどと一緒に巣をつくっている[32]。
  - 2005年現在で約200組のつがいが確認されている[33]。
- アナウサギ
  - スペインオオヤマネコらの食糧。特にスペインオオヤマネコにとっては主食。他の地域で見られるのは亜種であり、この地方の原種は減少傾向にある[34]。
- カオジロオタテガモ
  - スペインでは一時期22羽まで減少したものの、現在は回復傾向にあるという[32]。

ほかにはイタリアカサマツ、ゴジアオイ属、タイム、ローズマリー、ギョリュウモドキも一帯に見られる。

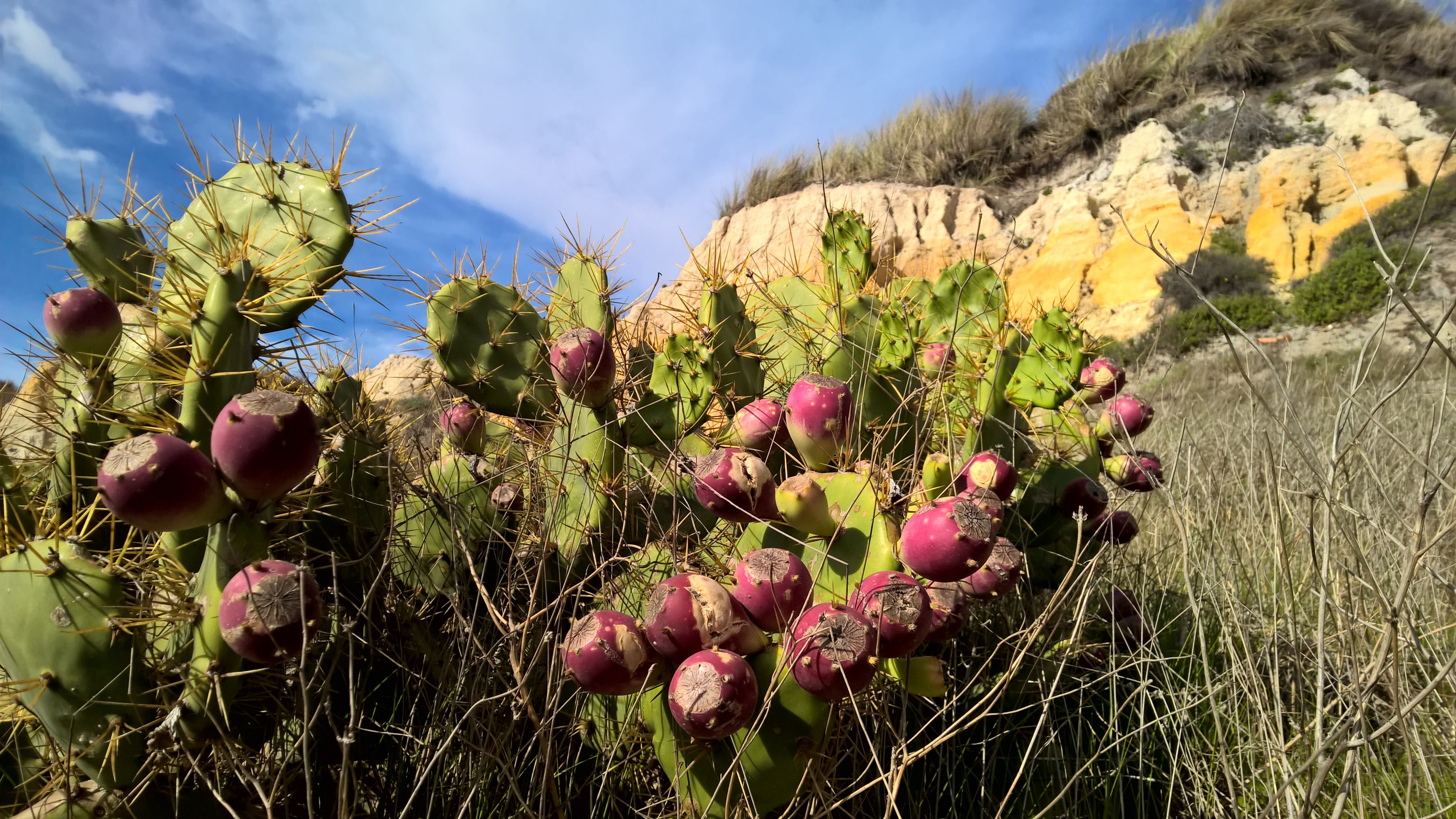
ドニャーナ国立公園の植生
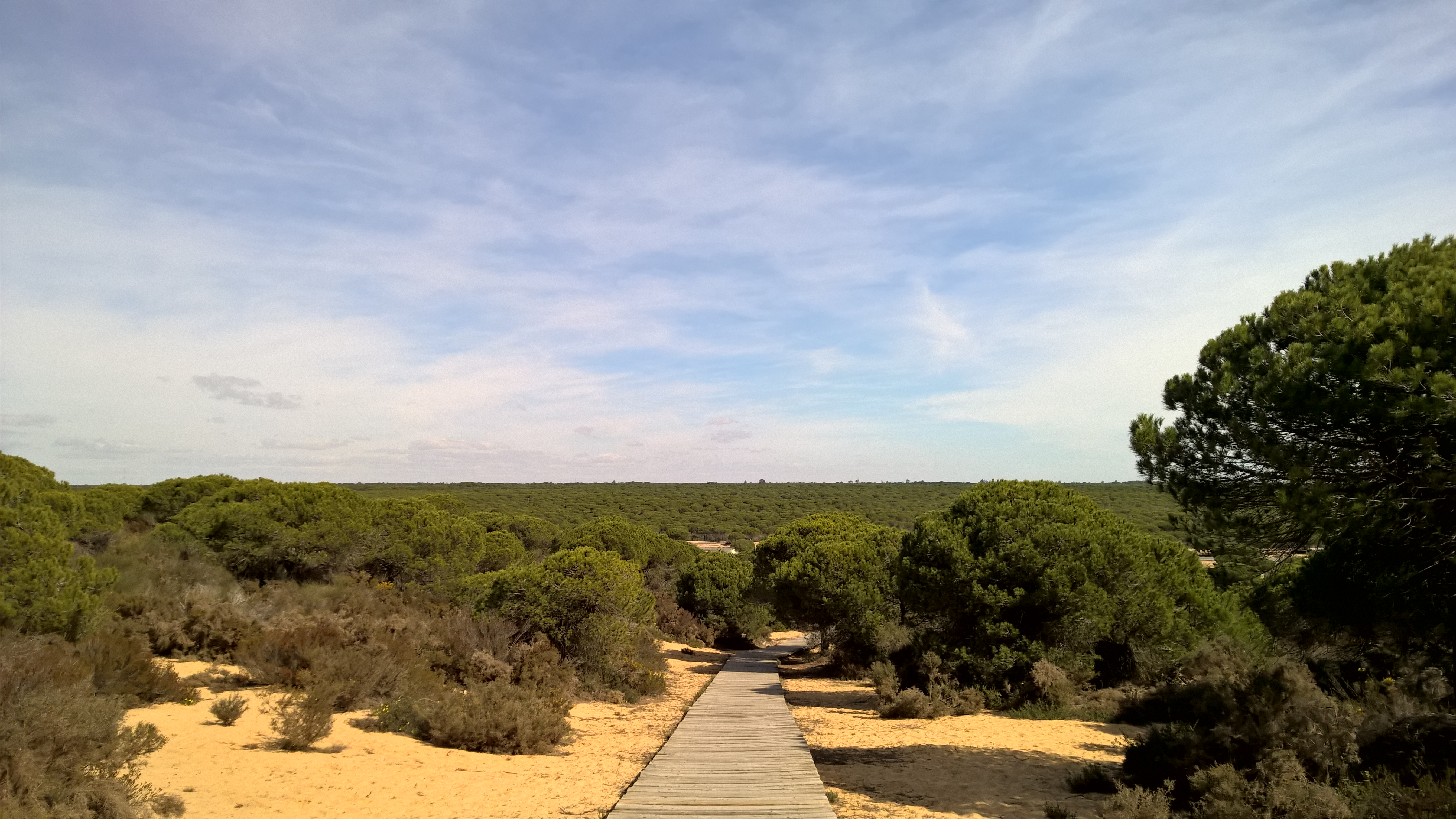
ドニャーナ国立公園に茂る植物

## 観光

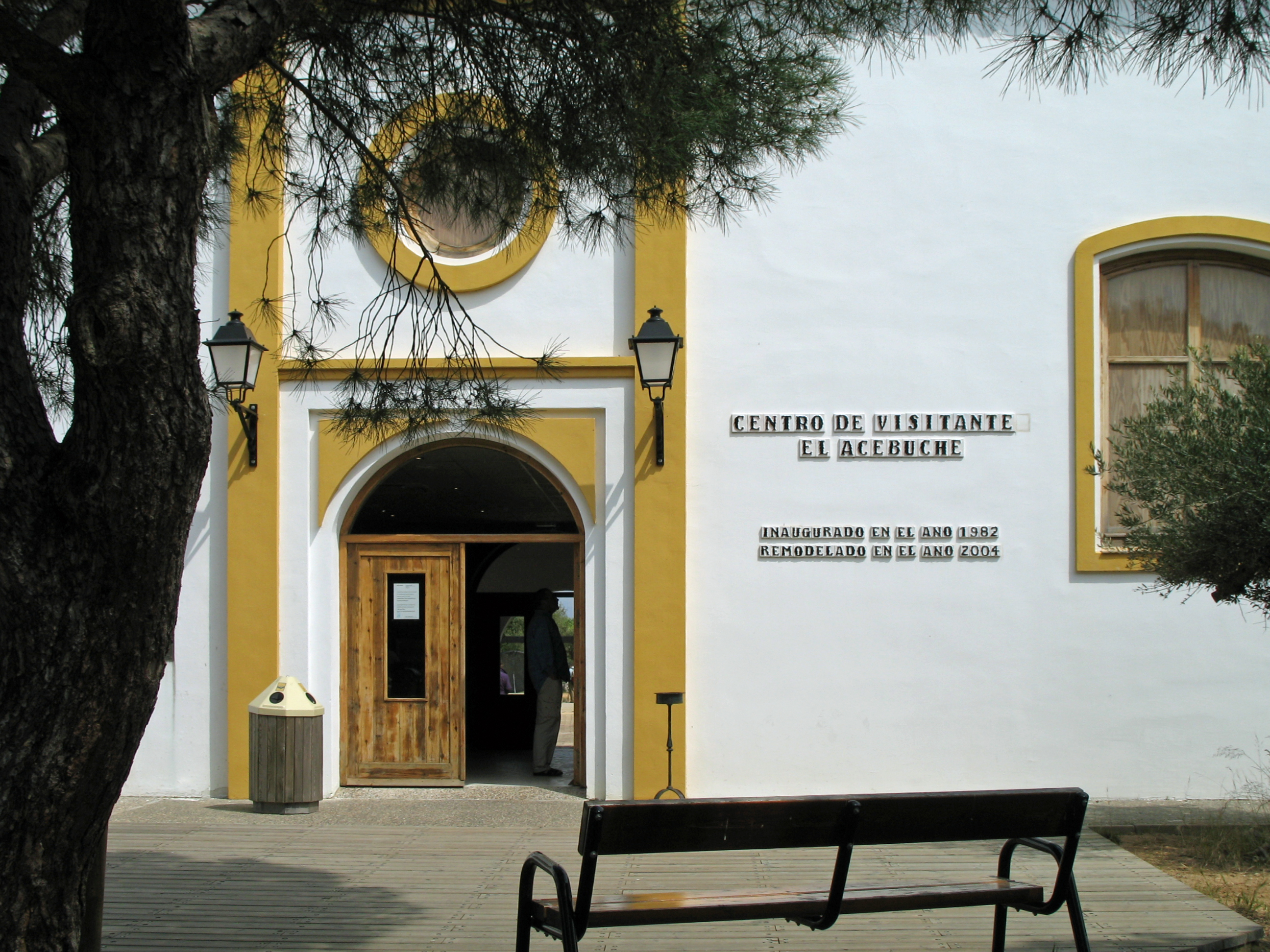
案内所

公園の複数の入り口に一般向けの案内所がある。ハイキングコースや動物を観察するためのコースでは、動物たちを控えめに観察することは認められている。この公園を秋に訪れれば、多くの渡り鳥たちの大移動の様子を目の当たりにすることができるだろう。
ツアーには２つの方法がある。
- 観光バス - 公園の西側のエル・アセブーチェ（El Acebuche）入口から車輪の大きなバスによるもの。約4時間、27ユーロ。連絡：Donana National Park Tours, Centro de Recepcion El Acebuche, 電話：959 43 04 51、ファックス：959 43 04 51 [35]
- 観光船 - 公園の東側のカディス県サンルーカル・デ・バラメーダからレアル・フェルナンド号によるもの。約3時間半、16.20ユーロ。連絡：電話：956 363 813  [36]

海岸線沿いにはいくつかのリゾートホテルもあり、その中にはパラドールもある

。

## エル・ロシーオの巡礼
復活祭後の第7日曜日にかけて行われるドニャーナ国立公園内にあるアルモンテのエル・ロシーオの聖堂に巡礼する巡礼祭があり、遠くアルゼンチンなどからも多くの巡礼者が訪れ、大いに盛り上がるというが、これは公園の運営方針に反しない範囲で認められている。

## 世界遺産
ドニャーナ国立公園は、1994年にユネスコの世界遺産に登録された。2005年に登録範囲の拡大が行われた結果、当公園と周辺にある自然公園をあわせたエリアのうち54252ヘクタールが登録されている。

### 登録基準
この世界遺産は世界遺産登録基準のうち、以下の条件を満たし、登録された（以下の基準は世界遺産センター公表の登録基準からの翻訳、引用である）。
- (7) ひときわすぐれた自然美及び美的な重要性をもつ最高の自然現象または地域を含むもの。
- (9) 陸上、淡水、沿岸および海洋生態系と動植物群集の進化と発達において進行しつつある重要な生態学的、生物学的プロセスを示す顕著な見本であるもの。
- (10) 生物多様性の本来的保全にとって、もっとも重要かつ意義深い自然生息地を含んでいるもの。これには科学上または保全上の観点から、すぐれて普遍的価値を持つ絶滅の恐れのある種の生息地などが含まれる。

## 参考サイト
- ユネスコ, UNESCO World Heritage Centre
  - ユネスコ (1998), Disaster for Doñana - a Spanish World Heritage Site
  - ユネスコ (2005), State of Conservation (SOC) - Doñana National Park (2005)
  - ユネスコ (2011), State of Conservation (SOC) - Doñana National Park (2011)
  - ユネスコ (2013), Doñana National Park